# Альперин, Михаил Семёнович
Михаил Семёнович Альперин (при рождении — Михаил Владимирович Альперт; 3 ноября 1900, Одесса — 5 ноября 1952, Северо-Курильск) — организатор и хозяйственник, участник становления рыбной промышленности на Южном Сахалине и Курильских островах.

## Биография
Родился в семье рабочего. Брат Макса Альперта, ставшего известным советским фотографом. С 12 лет работал.
С 1918 года — участник Гражданской войны в составе Первой Конной Армии Будённого, в честь которого изменил отчество «Владимирович» на «Семёнович». В ходе боёв потерял правый глаз.
После Гражданской войны работал на руководящих должностях в рыбной промышленности Дальнего Востока.
2 августа 1937 года арестован Нижне-Амурским ОУ НКВД по обвинению в совершении преступлений, предусмотренных статьями 58-1а, 58-8, 58-11 УК РСФСР. 29 июля 1939 года дело было прекращено за недоказанностью обвинения.
С сентября 1945 года — управляющий Западно-Сахалинским Госрыбтрестом (Холмск, Сахалинская область). После гибели 15 апреля 1952 года во время путины 16 рыбаков был снят с должности, несмотря на отсутствие прямых обвинений.
7 мая 1952 года назначен управляющим Северо-Курильским Госрыбтрестом. Директор административной службы рыбной промышленности I ранга.
Погиб 5 ноября 1952 года при спасении людей и государственного имущества во время цунами в Северо-Курильске.
Похоронен 7 ноября 1952 года в Северо-Курильске.

## Награды
- Орден Трудового Красного Знамени
- Медаль «За победу над Японией»
- Знак «Отличник рыбной промышленности СССР»[1].

## Увековечение памяти
Могила М. С. Альперина является памятником истории и культуры Сахалинской области.
В честь М. С. Альперина названы плато, на котором расположен Северо-Курильск, и рыболовецкое судно.